# Дом Рязанкина
Дом Рязанкина — историческое здание в Павловском Посаде. Объект культурного наследия регионального значения. Расположено на улице Кропоткина, дом 36, на углу с улицей Дзержинского.

## История
Дом построен в первой половине XIX века, скорее всего, в 1830-х гг., в период формирования застройки города по регулярному плану, зажиточным купцом Рязанкиным по образцовому проекту.

## Архитектура
Дом кирпичный, двухэтажный с подвалом, стены оштукатурены. За счёт расположения на углу улиц здание играет важную градостроительную функцию. Два главных, уличных, фасада оформлены по-разному. Их декор включает в себя лепные наличники окон. Центральные части фасадов выделены наличниками одного рисунка. Вероятно, декор уличных фасадов более поздний, не вполне соответствует ампирному зданию. Дворовые фасады по оформлению ближе к строгому ампиру. Деревянная лестница находится непосредственно внутри дома, на обычном месте прихожей. На лестнице сохранились деревянные балясины, также в интерьере уцелели деревянные карнизы. Полы в доме из досок. По планировке дом схож с другим домом Рязанкина (дом 28, также дом Рязанкиной) на той же улице. Помимо главного дома на углу улиц, в комплекс входит вытянутое служебное строение в глубине участка.